# Primo Bianchi
Primo Bianchi właśc. Prend Kamberi (ur. 16 marca 1852 we wsi Delbnisht Okręg Kurbin, zm. 19 sierpnia 1927 w Rzymie) – albański duchowny katolicki, arcybiskup metropolita Durrës w latach 1893–1922.

## Życiorys
19 września 1874 wyświęcony na księdza. Po święceniach otrzymał nominację na proboszcza parafii Selitë të Madhe w kraju Mirdytów. 17 lipca 1893 został mianowany arcybiskupem archidiecezji Durrës. 20 sierpnia 1892 otrzymał sakrę biskupią z rąk abp Pasquale Gueriniego. 8 listopada 1913 skierował list pasterski do albańskich katolików z apelem, aby zaangażowali się w obronę niepodległości swojego kraju. Bianchi podkreślał, że Kościół katolicki nie jest związany z żadnym ugrupowaniem politycznym, ale jest rzecznikiem jedności narodu albańskiego.
12 czerwca 1922 z powodów zdrowotnych zrezygnował z kierowania archidiecezją i został mianowany tytularnym arcybiskupem Cassiope. Zmarł w 1927 w czasie wizyty w Rzymie.